# Хуст
Хуст (на украински: Хуст; на чешки: Chust; на унгарски: Huszt; на немски: Chust; на идиш: חוסט; на румънски: Hust, на руски: Хуст; на полски: Chust) е град с областно значение в Закарпатска област, Украйна. Център е на Хустки район.
Бил е столица на краткотрайно просъществувалата държава Карпатска Украйна.
Разположен е на река Хустец, близо до реките Тиса и Рика. Към 1 октомври 2012 година населението на града е 28 656 души.

## Етимология
Името вероятно е свързано с малката река Хустец (или Хустица, Husztica). Друга теория предполага, че името идва от традиционната съставка хусти на румънските ястия.

## История
През 1329 г. градът за първи път е споменат като Huszth. Замъкът на града е построен от Свети крал Ласло І като укрепление срещу нашествията на куманите. Разрушен е по време на монголското нахлуване в Унгария през 13 век и е построен наново през 1318 г. Хуст получава градски права през 1329 г.
През 1458 г. Матияш Корвин затваря тук своя въстанал чичо Михай Силади. През 1514 г., по време на селското въстание на Дьорд Дожа, местните селяни превземат замъка. През 1526 г. областта става част от Трансилвания.
Армията на Фердинанд І превзема града през 1546 г. През 1594 г. татарите унищожават града, но не превземат крепостта. Обсаждан е и през 1644 г. от армията на Дьорд Ракоци, през 1657 г. от Полша и през 1661-62 г. от османско-татарски орди. Граф Ференц Редей, княз на Трансилвания и комит на комитат Марамарош умира тук на 13 май 1667 г.
Хуст се предава на куруците на 17 август 1703 г. и те обявяват тук независимостта на Трансилвания. През 1711 г. Хабсбургите си възвръщат града, което го прави последното превзето укрепление на куруците. Сериозно повреденият замък е ударен и изгорен от светкавица на 3 юли 1766 г., а буря събаря кулата му през 1798 г., след което е в руини. През 1882 г., по време на процеса на унгаризация, Хуст е преименуван на Чебрен (Csebreny).
Към 1910 г. Хуст има 10 292 жители (5230 русини, 3505 унгарци, 1535 немци). До Трианонския договор градът е част от Унгария и е център на окръг Хуст в комитат Марамарош. След Първата световна война, през 1919 г., румънски войски превземат областта. Но според Сен-Жерменския договор Чехословакия получава Хуст и цялата Закарпатска област, станали част от новосформирания Подкарпатски край. Чехословакия била задължена дфа предостави на областта широка автономия, но това става факт чак през 1938 г., през есента на която е създадено автономно правителство.
След като Чехословакия капитулира на 14 март 1939 г., правителството обявява независимостта на Хуст и околностите (т.н. Карпатска Украйна), но Великите сили не признават новосъздадената държава. Един ден по-късно, на 16 март 1939 г. унгарските войски превземат града. На 24 октомври 1944 г. е окупиран от съветски войски, след което става част от Украинската ССР. Съветското правителство изпраща на заточение повечето от немците и унгарците от Хуст. След разпадането на СССР, градът е част от Украйна.

## Население
Към 2001 г. Хуст има 31 900 жители, от които:
- 28 500 (89,3 %) са украинци
- 1700 (5,4 %) са унгарци
- 1200 (3,7 %) са руснаци
- 100 (0,4 %) са цигани

До 19 век в града има румънско малинство (800 души според преброяването от 1880 г.)

## Забележителности
- Останките на Хусткия замък
- Протестантска укрепена църква (13-14 век)
- Римокатолическа църква (стил барок, 18 век)
- Източноправославна църква (18 век)

## Известни личности
- Граф Йожеф Телеки – учен, роден тук на 21 декември 1738 г.
- Йожеф Колер – религиозен историк, роден тук през 1745 г.
- Йеньо Бенда – писател и журналист, роден тук през 1882 г.
- Ерньо Сеп – писател, роден тук през 1894 г.